# Steltmuggen
Steltmuggen (Limoniidae) vormen een familie uit de orde Diptera. Ze lijken op langpootmuggen maar zijn meestal veel kleiner. In totaal zijn er 10.494 soorten beschreven in 150 geslachten, waarvan meer dan 40 geslachten bekend zijn in Nederland en 144 soorten in Nederland voorkomen.
- Limonia vaak met opvallende tekening op de vleugels;
- Thaumastoptera;
- Chionea het enige vleugelloze geslacht;
- Dicranomyia valt op door steeds met vleugels te trillen;

Er is weinig bekend over steltmuggen wat voortplanting betreft, eitjes worden gelegd in water, de grond en in plantaardig afval. De vliegtijd is van de herfst tot de lente.

## Onderverdeling
- Onderfamilie Chioneinae
  - Geslacht Amphineurus
    - Ondergeslacht Amphineurus
    - Ondergeslacht Nesormosia
    - Ondergeslacht Nothormosia
    - Ondergeslacht Rhamphoneurus

  - Geslacht Aphrophila
  - Geslacht Arctoconopa
  - Geslacht Atarba
    - Ondergeslacht Atarba
    - Ondergeslacht Atarbodes
    - Ondergeslacht Ischnothrix

  - Geslacht Aymaramyia
  - Geslacht Baeoura
  - Geslacht Beringomyia
  - Geslacht Cheilotrichia
    - Ondergeslacht Cheilotrichia
    - Ondergeslacht Empeda

  - Geslacht Chionea
    - Ondergeslacht Chionea
    - Ondergeslacht Sphaeconophilus

  - Geslacht Cladura
  - Geslacht Crypteria
    - Ondergeslacht Crypteria
    - Ondergeslacht Franckomyia

  - Geslacht Cryptolabis
    - Ondergeslacht Cryptolabis
    - Ondergeslacht Procryptolabis

  - Geslacht Dasymallomyia
  - Geslacht Ellipteroides
    - Ondergeslacht Ellipteroides
    - Ondergeslacht Progonomyia
    - Ondergeslacht Protogonomyia
    - Ondergeslacht Ptilostenodes
    - Ondergeslacht Ramagonomyia
    - Ondergeslacht Sivagonomyia

  - Geslacht Empedomorpha
  - Geslacht Erioconopa
  - Geslacht Erioptera
    - Ondergeslacht Alcheringa
    - Ondergeslacht Ctenerioptera
    - Ondergeslacht Erioptera
    - Ondergeslacht Hespererioptera
    - Ondergeslacht Lepidocyphona
    - Ondergeslacht Mesocyphona
    - Ondergeslacht Meterioptera
    - Ondergeslacht Tasiocerodes
    - Ondergeslacht Teleneura
    - Ondergeslacht Teucherioptera

  - Geslacht Eriopterella
  - Geslacht Eriopterodes
  - Geslacht Eugnophomyia
  - Geslacht Gnophomyia
  - Geslacht Gonempeda
  - Geslacht Gonomyia
    - Ondergeslacht Gonomyia
    - Ondergeslacht Gonomyina
    - Ondergeslacht Idiocerodes
    - Ondergeslacht Leiponeura
    - Ondergeslacht Megalipophleps
    - Ondergeslacht Neolipophleps
    - Ondergeslacht Paralipophleps
    - Ondergeslacht Prolipophleps
    - Ondergeslacht Teuchogonomyia

  - Geslacht Gonomyodes
  - Geslacht Gonomyopsis
  - Geslacht Gymnastes
    - Ondergeslacht Gymnastes
    - Ondergeslacht Neogymnastes
    - Ondergeslacht Paragymnastes

  - Geslacht Hesperoconopa
  - Geslacht Hoplolabis
    - Ondergeslacht Hoplolabis
    - Ondergeslacht Lunaria
    - Ondergeslacht Parilisia

  - Geslacht Horistomyia
  - Geslacht Hovamyia
  - Geslacht Hoverioptera
    - Ondergeslacht Hoverioptera
    - Ondergeslacht Tesserioptera

  - Geslacht Idiocera
    - Ondergeslacht Euptilostena
    - Ondergeslacht Idiocera

  - Geslacht Idiognophomyia
  - Geslacht Ilisia
  - Geslacht Jivaromyia
  - Geslacht Limnophilomyia
    - Ondergeslacht Eulimnophilomyia
    - Ondergeslacht Limnophilomyia

  - Geslacht Maietta
  - Geslacht Molophilus
    - Ondergeslacht Austromolophilus
    - Ondergeslacht Bistromolophilus
    - Ondergeslacht Diplomolophilus
    - Ondergeslacht Eumolophilus
    - Ondergeslacht Lyriomolophilus
    - Ondergeslacht Molophilus
    - Ondergeslacht Onychomolophilus
    - Ondergeslacht Promolophilus
    - Ondergeslacht Rhynchomolophilus
    - Ondergeslacht Superbomolophilus
    - Ondergeslacht Trichomolophilus

  - Geslacht Neocladura
  - Geslacht Neognophomyia
  - Geslacht Neolimnophila
  - Geslacht Neophilippiana
  - Geslacht Ormosia
    - Ondergeslacht Neserioptera
    - Ondergeslacht Oreophila
    - Ondergeslacht Ormosia
    - Ondergeslacht Parormosia

  - Geslacht Phantolabis
  - Geslacht Phyllolabis
  - Geslacht Quathlambia
  - Geslacht Quechuamyia
  - Geslacht Rhabdomastix
    - Ondergeslacht Lurdia
    - Ondergeslacht Rhabdomastix

  - Geslacht Rhypholophus
  - Geslacht Riedelomyia
  - Geslacht Scleroprocta
  - Geslacht Sigmatomera
    - Ondergeslacht Austrolimnobia
    - Ondergeslacht Eufurina
    - Ondergeslacht Sigmatomera

  - Geslacht Styringomyia
  - Geslacht Symplecta
    - Ondergeslacht Hoploerioptera
    - Ondergeslacht Podoneura
    - Ondergeslacht Psiloconopa
    - Ondergeslacht Symplecta
    - Ondergeslacht Trimicra

  - Geslacht Tasiocera
    - Ondergeslacht Dasymolophilus
    - Ondergeslacht Tasiocera

  - Geslacht Tasiocerellus
  - Geslacht Teucholabis
    - Ondergeslacht Euparatropesa
    - Ondergeslacht Euteucholabis
    - Ondergeslacht Paratropesa
    - Ondergeslacht Teucholabis

  - Geslacht Trichotrimicra
  - Geslacht Unguicrypteria
- Onderfamilie Dactylolabinae
  - Geslacht Dactylolabis
    - Ondergeslacht Bothrophorus
    - Ondergeslacht Coenolabis
    - Ondergeslacht Dactylolabis
    - Ondergeslacht Eudactylolabis
- Onderfamilie Limnophilinae
  - Geslacht Acantholimnophila
  - Geslacht Adelphomyia
  - Geslacht Afrolimnophila
  - Geslacht Austrolimnophila
    - Ondergeslacht Archilimnophila
    - Ondergeslacht Austrolimnophila
    - Ondergeslacht Limnophilaspis
    - Ondergeslacht Limnophilella
    - Ondergeslacht Mediophragma
    - Ondergeslacht Phragmocrypta

  - Geslacht Bergrothomyia
  - Geslacht Chilelimnophila
  - Geslacht Clydonodozus
  - Geslacht Conosia
  - Geslacht Ctenolimnophila
    - Ondergeslacht Abitagua
    - Ondergeslacht Campbellomyia
    - Ondergeslacht Ctenolimnophila

  - Geslacht Dicranophragma
    - Ondergeslacht Brachylimnophila
    - Ondergeslacht Dicranophragma
    - Ondergeslacht Mixolimnomyia

  - Geslacht Diemenomyia
  - Geslacht Edwardsomyia
  - Geslacht Eloeophila
  - Geslacht Epiphragma
    - Ondergeslacht Epiphragma
    - Ondergeslacht Eupolyphragma
    - Ondergeslacht Lipophragma
    - Ondergeslacht Parepiphragma

  - Geslacht Euphylidorea
  - Geslacht Eupilaria
  - Geslacht Eutonia
  - Geslacht Grahamomyia
  - Geslacht Gynoplistia
    - Ondergeslacht Cerozodia
    - Ondergeslacht Dirhipis
    - Ondergeslacht Gynoplistia
    - Ondergeslacht Xenolimnophila

  - Geslacht Harrisomyia
  - Geslacht Heterolimnophila
  - Geslacht Hexatoma
    - Ondergeslacht Cladolipes
    - Ondergeslacht Coreozelia
    - Ondergeslacht Eriocera
    - Ondergeslacht Euhexatoma
    - Ondergeslacht Hexatoma
    - Ondergeslacht Parahexatoma

  - Geslacht Idioptera
  - Geslacht Lecteria
    - Ondergeslacht Lecteria
    - Ondergeslacht Neolecteria
    - Ondergeslacht Psaronius

  - Geslacht Leolimnophila
  - Geslacht Limnophila
    - Ondergeslacht Araucolimnophila
    - Ondergeslacht Arctolimnophila
    - Ondergeslacht Atopolimnophila
    - Ondergeslacht Dasylimnophila
    - Ondergeslacht Dendrolimnophila
    - Ondergeslacht Elporiomyia
    - Ondergeslacht Habrolimnophila
    - Ondergeslacht Hesperolimnophila
    - Ondergeslacht Hovalimnophila
    - Ondergeslacht Idiolimnophila
    - Ondergeslacht Indolimnophila
    - Ondergeslacht Lasiomastix
    - Ondergeslacht Limnophila
    - Ondergeslacht Nesolimnophila

  - Geslacht Limnophilella
  - Geslacht Medleromyia
  - Geslacht Mesolimnophila
  - Geslacht Metalimnophila
  - Geslacht Neolimnomyia
  - Geslacht Nippolimnophila
  - Geslacht Notholimnophila
  - Geslacht Nothophila
  - Geslacht Paradelphomyia
    - Ondergeslacht Oxyrhiza
    - Ondergeslacht Paradelphomyia

  - Geslacht Paralimnophila
    - Ondergeslacht Papuaphila
    - Ondergeslacht Paralimnophila

  - Geslacht Phylidorea
    - Ondergeslacht Macrolabina
    - Ondergeslacht Paraphylidorea
    - Ondergeslacht Phylidorea

  - Geslacht Pilaria
  - Geslacht Polymera
    - Ondergeslacht Polymera
    - Ondergeslacht Polymerodes

  - Geslacht Prionolabis
  - Geslacht Prolimnophila
  - Geslacht Pseudolimnophila
    - Ondergeslacht Calolimnophila
    - Ondergeslacht Pseudolimnophila

  - Geslacht Rhamphophila
  - Geslacht Shannonomyia
    - Ondergeslacht Roraimomyia
    - Ondergeslacht Shannonomyia

  - Geslacht Skuseomyia
  - Geslacht Taiwanomyia
  - Geslacht Tinemyia
  - Geslacht Tipulimnoea
  - Geslacht Tonnoiraptera
  - Geslacht Tonnoirella
  - Geslacht Ulomorpha
  - Geslacht Zaluscodes
  - Geslacht Zelandomyia
- Onderfamilie Limoniinae
  - Geslacht Achyrolimonia
  - Geslacht Amphilimnobia
  - Geslacht Antocha
    - Ondergeslacht Antocha
    - Ondergeslacht Orimargula
    - Ondergeslacht Proantocha

  - Geslacht Araucoxenia
  - Geslacht Atypophthalmus
    - Ondergeslacht Atypophthalmus
    - Ondergeslacht Microlimonia

  - Geslacht Collessophila
  - Geslacht Dapanoptera
  - Geslacht Degeneromyia
  - Geslacht Dicranomyia
    - Ondergeslacht Alexandriaria
    - Ondergeslacht Caenoglochina
    - Ondergeslacht Caenolimonia
    - Ondergeslacht Cygnomyia
    - Ondergeslacht Dicranomyia
    - Ondergeslacht Doaneomyia
    - Ondergeslacht Erostrata
    - Ondergeslacht Euglochina
    - Ondergeslacht Glochina
    - Ondergeslacht Hesperolimonia
    - Ondergeslacht Idioglochina
    - Ondergeslacht Idiopyga
    - Ondergeslacht Melanolimonia
    - Ondergeslacht Nealexandriaria
    - Ondergeslacht Neoglochina
    - Ondergeslacht Neolimnobia
    - Ondergeslacht Nesciomyia
    - Ondergeslacht Numantia
    - Ondergeslacht Pandamyia
    - Ondergeslacht Peripheroptera
    - Ondergeslacht Pseudoglochina
    - Ondergeslacht Sivalimnobia
    - Ondergeslacht Zalusa
    - Ondergeslacht Zelandoglochina

  - Geslacht Dicranoptycha
  - Geslacht Discobola
  - Geslacht Elephantomyia
    - Ondergeslacht Elephantomyia
    - Ondergeslacht Elephantomyina
    - Ondergeslacht Elephantomyodes
    - Ondergeslacht Xenoelephantomyia

  - Geslacht Elliptera
  - Geslacht Geranomyia
  - Geslacht Helius
    - Ondergeslacht Eurhamphidia
    - Ondergeslacht Helius
    - Ondergeslacht Idiohelius
    - Ondergeslacht Mammuthonasus
    - Ondergeslacht Prohelius
    - Ondergeslacht Rhamphidina
    - Ondergeslacht Rhamphidioides
    - Ondergeslacht Rhampholimnobia
    - Ondergeslacht Rhyncholimonia

  - Geslacht Lechria
  - Geslacht Libnotes
    - Ondergeslacht Afrolimonia
    - Ondergeslacht Goniodineura
    - Ondergeslacht Gressittomyia
    - Ondergeslacht Laosa
    - Ondergeslacht Libnotes
    - Ondergeslacht Metalibnotes
    - Ondergeslacht Neolibnotes
    - Ondergeslacht Paralibnotes

  - Geslacht Limnorimarga
  - Geslacht Limonia
  - Geslacht Lipsothrix
  - Geslacht Metalimnobia
    - Ondergeslacht Lasiolimonia
    - Ondergeslacht Metalimnobia
    - Ondergeslacht Tricholimonia

  - Geslacht Neolimonia
  - Geslacht Orimarga
    - Ondergeslacht Diotrepha
    - Ondergeslacht Orimarga
    - Ondergeslacht Protorimarga

  - Geslacht Platylimnobia
  - Geslacht Protohelius
  - Geslacht Rhipidia
    - Ondergeslacht Eurhipidia
    - Ondergeslacht Rhipidia

  - Geslacht Taiwanina
  - Geslacht Thaumastoptera
    - Ondergeslacht Taiwanita
    - Ondergeslacht Thaumastoptera

  - Geslacht Thrypticomyia
  - Geslacht Tonnoiromyia
  - Geslacht Toxorhina
    - Ondergeslacht Ceratocheilus
    - Ondergeslacht Eutoxorhina
    - Ondergeslacht Toxorhina

  - Geslacht Trentepohlia
    - Ondergeslacht Anchimongoma
    - Ondergeslacht Mongoma
    - Ondergeslacht Neomongoma
    - Ondergeslacht Paramongoma
    - Ondergeslacht Plesiomongoma
    - Ondergeslacht Promongoma
    - Ondergeslacht Trentepohlia

  - Geslacht Trichoneura
    - Ondergeslacht Ceratolimnobia
    - Ondergeslacht Trichoneura
    - Ondergeslacht Xipholimnobia

  - Geslacht Xenolimnobia

## In Nederland waargenomen soorten
- Genus: Achyrolimonia
  - Achyrolimonia decemmaculata - (Stronktienvlek)
  - Achyrolimonia neonebulosa - (Borststreeptienvlek)
- Genus: Adelphomyia
  - Adelphomyia punctum
- Genus: Antocha
  - Antocha vitripennis
- Genus: Arctoconopa
  - Arctoconopa melampodia
- Genus: Atypophthalmus
  - Atypophthalmus inustus - (Flankstreepsteltje)
  - Atypophthalmus umbratus - (Kasflankstreepsteltje)
- Genus: Austrolimnophila
  - Austrolimnophila ochracea - (Gewone pijlstaartmug)
- Genus: Cheilotrichia
  - Cheilotrichia cinerascens - (Grijze steltmug)
  - Cheilotrichia imbuta - (Geel ringpootje)
- Genus: Chionea
  - Chionea belgica - (Sneeuwmug)
  - Chionea lutescens
- Genus: Dicranomyia
  - Dicranomyia affinis
  - Dicranomyia autumnalis
  - Dicranomyia chorea - (Zwermtrilmug)
  - Dicranomyia danica
  - Dicranomyia didyma - (Drievlektrilmug)
  - Dicranomyia distendens
  - Dicranomyia frontalis
  - Dicranomyia fusca - (Haarvleugeltrilmug)
  - Dicranomyia imbecilla
  - Dicranomyia kinensis
  - Dicranomyia longipennis
  - Dicranomyia lucida
  - Dicranomyia melleicauda
  - Dicranomyia mitis - (Grijze trilmug)
  - Dicranomyia modesta - (Borststreeptrilmug)
  - Dicranomyia morio - (Zwarte trilmug)
  - Dicranomyia omissinervis
  - Dicranomyia ornata - (Prachttrilmug)
  - Dicranomyia sera - (Zilte trilmug)
  - Dicranomyia stigmatica
  - Dicranomyia tristis
  - Dicranomyia ventralis
- Genus: Dicranophragma
  - Dicranophragma adjunctum - (Grijze tangsteltmug)
  - Dicranophragma nemorale - (Kleine grijze tangsteltmug)
  - Dicranophragma separatum
- Genus: Dicranoptycha
  - Dicranoptycha fuscescens - (Stekelkopsteltmug)
- Genus: Elliptera
  - Elliptera omissa
- Genus: Ellipteroides
  - Ellipteroides alboscutellatus
  - Ellipteroides lateralis
- Genus: Eloeophila
  - Eloeophila maculata - (Veelstipsteltmug)
  - Eloeophila submarmorata - (Stipsteltmug)
  - Eloeophila trimaculata - (Drievleksteltmug)
  - Eloeophila verralli - (Bosbeeksteltmug)
- Genus: Epiphragma
  - Epiphragma ocellare - (Bosringvleugel)
- Genus: Erioconopa
  - Erioconopa diuturna
  - Erioconopa trivialis
- Genus: Erioptera
  - Erioptera beckeri
  - Erioptera bivittata
  - Erioptera divisa
  - Erioptera flavata
  - Erioptera fuscipennis
  - Erioptera fusculenta
  - Erioptera griseipennis
  - Erioptera limbata
  - Erioptera lutea
  - Erioptera meijerei
  - Erioptera minor
  - Erioptera nielseni
  - Erioptera squalida
- Genus: Euphylidorea
  - Euphylidorea aperta - (Heldere langstaartmug)
  - Euphylidorea dispar - (Tweekleurige langstaartmug)
  - Euphylidorea lineola - (Lijnlangstaartmug)
  - Euphylidorea meigenii - (Veenlangstaartmug)
  - Euphylidorea phaeostigma - (Doffe veenlangstaartmug)
- Genus: Eutonia
  - Eutonia barbipes - (Spinsteltmug)
- Genus: Gnophomyia
  - Gnophomyia lugubris - (Naaldboomgeelhaltertje)
  - Gnophomyia viridipennis - (Populiergeelhaltertje)
- Genus: Gonempeda
  - Gonempeda flava
- Genus: Gonomyia
  - Gonomyia abbreviata
  - Gonomyia dentata
  - Gonomyia lucidula
  - Gonomyia recta
  - Gonomyia tenella
- Genus: Helius
  - Helius flavus - (Geel snuitsteltje)
  - Helius longirostris - (Bruin snuitsteltje)
  - Helius pallirostris - (Bleeksnuitsteltje)
- Genus: Hexatoma
  - Hexatoma gaedii - (Grauwe palpsteltmug)
  - Hexatoma nubeculosa - (Gevlekte palpsteltmug)
- Genus: Hoplolabis
  - Hoplolabis areolata
  - Hoplolabis subalpina
  - Hoplolabis vicina
- Genus: Idioptera
  - Idioptera linnei - (Prachtsteltmug)
  - Idioptera pulchella - (Kleine prachtsteltmug)
- Genus: Ilisia
  - Ilisia maculata
- Genus: Limnophila
  - Limnophila arnoudi - (Arnoud's zwartpootlangnek)
  - Limnophila pictipennis - (Zwartknielangnek)
  - Limnophila schranki - (Zwartpootlangnek)
- Genus: Limonia
  - Limonia dilutior - (Heidesteltmug)
  - Limonia flavipes - (Eenstreepsteltmug)
  - Limonia hercegovinae - (Tuintweestreep)
  - Limonia macrostigma - (Gebandeerde geelknie)
  - Limonia nigropunctata - (Zwartkopdriestip)
  - Limonia nubeculosa - (Tuindriestreep)
  - Limonia phragmitidis - (Moerasdriestip)
  - Limonia stigma - (Geelkopsteltmug)
  - Limonia sylvicola - (Bossteltmug)
  - Limonia trivittata - (Schaduwsteltmug)
- Genus: Lipsothrix
  - Lipsothrix remota - (Bleke splinter)
- Genus: Metalimnobia
  - Metalimnobia bifasciata - (Oranje zwamsteltmug)
  - Metalimnobia quadrimaculata - (Grote zwamsteltmug)
  - Metalimnobia quadrinotata - (Cirkelvlekzwamsteltmug )
- Genus: Molophilus
  - Molophilus appendiculatus
  - Molophilus ater
  - Molophilus bifidus
  - Molophilus bihamatus
  - Molophilus cinereifrons
  - Molophilus corniger
  - Molophilus crassipygus
  - Molophilus curvatus
  - Molophilus flavus
  - Molophilus griseus
  - Molophilus medius
  - Molophilus niger
  - Molophilus obscurus
  - Molophilus occultus
  - Molophilus ochraceus
  - Molophilus pleuralis
  - Molophilus propinquus
  - Molophilus serpentiger
- Genus: Neolimnomyia
  - Neolimnomyia batava
  - Neolimnomyia filata
- Genus: Neolimnophila
  - Neolimnophila carteri - (Kegelsteltmug)
  - Neolimnophila placida - (Gestreepte kegelsteltmug)
- Genus: Neolimonia
  - Neolimonia dumetorum - (Stronkviervlek)
- Genus: Ormosia (dier)
  - Ormosia bicornis
  - Ormosia depilata
  - Ormosia fascipennis
  - Ormosia hederae
  - Ormosia lineata
  - Ormosia nodulosa
  - Ormosia pseudosimilis
- Genus: Paradelphomyia
  - Paradelphomyia nielseni
  - Paradelphomyia senilis - (Dwerglangstaartmug)
- Genus: Phylidorea
  - Phylidorea abdominalis - (Dimorfe langstaartmug)
  - Phylidorea ferruginea - (Oranje langstaartmug)
  - Phylidorea fulvonervosa - (Zilverkoplangstaartmug)
  - Phylidorea longicornis - (Bleke langstaartmug)
  - Phylidorea squalens - (Zwarte veenlangstaartmug)
- Genus: Pilaria
  - Pilaria decolor
  - Pilaria discicollis - (Tweekleurige steltpoot)
  - Pilaria fuscipennis - (Oranje steltpoot)
  - Pilaria scutellata - (Donkere steltpoot)
- Genus: Pseudolimnophila
  - Pseudolimnophila lucorum - (Donkere kraagsteltmug)
  - Pseudolimnophila sepium - (Bruine kraagsteltmug)
- Genus: Rhabdomastix
  - Rhabdomastix laeta
- Genus: Rhipidia
  - Rhipidia ctenophora - (Heldere kamsteltmug)
  - Rhipidia maculata - (Gewone kamsteltmug)
  - Rhipidia uniseriata - (Geringde kamsteltmug)
- Genus: Rhypholophus
  - Rhypholophus bifurcatus
  - Rhypholophus haemorrhoidalis
  - Rhypholophus varius
- Genus: Scleroprocta
  - Scleroprocta pentagonalis
  - Scleroprocta sororcula
- Genus: Symplecta
  - Symplecta hybrida - (Haarspeldbochtsteltje)
  - Symplecta stictica - (Bochtsteltje)
- Genus: Tasiocera
  - Tasiocera murina
- Genus: Thaumastoptera
  - Thaumastoptera calceata
- Genus: Trimicra
  - Trimicra pilipes - (Haarpootsteltje)